# Харсефелд
Харсефелд (њем. Harsefeld) општина је у њемачкој савезној држави Доња Саксонија. Једно је од 40 општинских средишта округа Штаде. Према процјени из 2010. у општини је живјело 12.247 становника. Посједује регионалну шифру (AGS) 3359023.

## Географски и демографски подаци
Харсефелд се налази у савезној држави Доња Саксонија у округу Штаде. Општина се налази на надморској висини од 38 метара. Површина општине износи 51,8 km². У самом мјесту је, према процјени из 2010. године, живјело 12.247 становника. Просјечна густина становништва износи 236 становника/km².

## Међународна сарадња
| Мјесто | Држава    | Врста сарадње | Од    |
| ------ | --------- | ------------- | ----- |
| Асфелд | Француска | партнерство   | 1966. |
| Извор  |           |               |       |